# Untersiebenbrunn
Untersiebenbrunn là một thị trấn ở huyện Gänserndorf thuộc bang Niederösterreich nước Áo. Đô thị Untersiebenbrunn có diện tích 30,49 km², dân số năm 2001 là 1400 người.